# The Chieftains 9: Boil the Breakfast Early
The Chieftains 9: Boil the Breakfast Early es el noveno álbum de The Chieftains, grabado en 1979.  Hay un cambio de sonido en el grupo, dos de sus miembros abandonan la banda, Seán Potts y Michael Tubridy, siendo este sustituido por Matt Molloy. Por primera vez Kevin Conneff canta una canción a cappella

## Listado de canciones
1. Boil the Breakfast Early – 3:51
  - Boil the Breakfast Early (reel)
  - Scotch Mary (reel)
  - The Chicago Reel (reel)
2. Mrs. Judge (compuesta por Turlough O'Carolan) – 3:59
3. March From Oscar And Malvina – 4:11
4. When A Man's In Love – 3:35
5. Bealach An Doirín – 3:41
  - The Home Ruler (hornpipe)
  - Terry 'Cuz' Teahan's Favourite (slide)
  - Charlie's Buttermilk Mary (reel)
6. Ag Taisteal Na Blárnan (Travelling through Blarney) – 3:19
7. Carolan's Welcome (compuesta por Turlough O'Carolan) – 2:51
8. Up Against the Buachalawns – 4:00
  - Larry Bedican's Reel (reel)
  - Up Against the Buachalawns (reel)
  - Johnny Maguires Reel (reel)
  - Sweeney's Dream (reel)
9. Gol Na Mban San Ár – 4:16
  - Gol Na Mban San Ár (The Crying of the Women at the Slaughter) (air)
  - Seán Ó 'Duibhir a'Ghleanna (John O'Dwyer of the Glen) (set dance)
10. Chase Around the Windmill (medley) – 5:02
  - Toss The Feathers (reel)
  - Ballinasloe Fair (jiga)
  - Caílleach An Airgid (The Hag with the Money) (jiga)
  - Cúil Aodha Slide (slide)
  - The Pretty Girl (slide)

## Créditos
- Paddy Moloney – Uilleann pipes, Tin whistle
- Seán Keane  – violín
- Martin Fay – violín y huesos
- Derek Bell -  arpa céltica antigua, arpa céltica tardía, dulcémele
- Kevin Conneff - bodhrán, voz a cappella
- Matt Molloy - flauta, tin whistle